# Bel-Air
«Bel-Air» — бывшая белорусская частная авиакомпания со штаб-квартирой в Минске. Образована в 1991 году. В основном осуществляла международные чартерные и грузовые рейсы из Аэропорта Минск-2 (нынеш. Национальный аэропорт Минск). Полное наименование — Общество с ограниченной ответственностью «Авиакомпания „БЕЛЭЙР ЛТД“».

## История
Авиакомпания «Bel-Air» была образована 23 июля 1991 года бизнесменом Евгением Кузьминым. В отличие от других белорусских авиакомпаний 90-х годов (таких как «Белавиа», «Минскавиа» или «Могилёвавиа»), созданных на базе предприятий Белорусского объединения гражданской авиации, «Bel-Air» была основана как частная авиакомпания. Таким образом, она стала одной из первых частных авиакомпаний в Беларуси, появившихся в период распада СССР. 
Авиакомпания активно работала на рынке грузовых авиаперевозок, в том числе по контрактам с ООН, выполняя рейсы в зоны боевых действий, например, в Югославию.
К середине 1990-х годов «Bel-Air» столкнулась с экономическими проблемами, характерными для многих авиакомпаний постсоветского пространства. Существенный удар по её финансовому положению нанесла потеря одного из самолётов Ил-76ТД в авиапроисшествии в Сараево в 1994 году. В последующие годы большая часть воздушного флота была продана. В 1999 году «Bel-Air» прекратила своё существование.

## Авиапроисшествия
- Авиапроисшествие Ил-76ТД в Сараево — единственное известное авиапроисшествие авиакомпании «Bel-Air». 31 декабря 1994 года, Ил-76ТД ( EW-76836) выполнял грузовой рейс из Люксембурга в Сараево по контракту с ООН. При посадке в аэропорту Сараево в плохую погоду, самолёт выкатился за пределы взлётно-посадочной полосы. Были повреждены носовая часть и передняя стойка шасси. Так как аэропорт находился в зоне боевых действий (шла гражданская война в Югославии) и существовала опасность обстрела, эвакуация самолёта была невозможна. Впоследствии самолёт был списан и разобран на месте.[6][7][8]